# Guigó-mascarado
Guigó-mascarado ou saruá-de-cara-preta (nome científico: Callicebus personatus), é uma espécie de Macaco do Novo Mundo da família dos piteciídeos (Pitheciidae) e subfamília dos calicebíneos (Callicebinae). É endêmico do Brasil, ocorrendo nos estados do Espírito Santo, Minas Gerais, Rio de Janeiro, a sul do rio Itaúnas, margem direita do rio Jequitinhonha, sendo encontrado em Minas Gerais na bacia do rio Doce. Atualmente, é muito raro no Rio de Janeiro. Possui toda a face de cor preta, com resto do corpo de cor amarronzada a alaranjada, com exceção das mãos e pés, que são pretas.

## Outros nomes, grafias e etimologia
Também referido como guigó, japuçá, saá, uaiapuçá, uapuçá, iapuçá, sauá, boca-d'água, zogó, zogue-zogue, sauá, e calicebo Guigó foi construído a partir de uma onomatopeia, enquanto sauá advém do tupi sawá ou sa'gwa, que por sua vez está ligado a sagwa'su, que significa literalmente "macaco grande". A forma tupi ainda gerou as demais variantes iapuçá, japuçá, uaiapuçá, uapuçá. Zogó e zogue-zogue têm origem obscura.

## Distribuição e características gerais
Faz parte do gênero calicebo (Callicebus), que é composto por treze espécies e dezesseis subespécies. Algumas classificações mais recentes reconhecem muito mais espécies e dividem o gênero em três gêneros separados. Guigó-mascarado se manteve como parte do gênero calicebo. Três subespécies de guigó-mascarado foram descritas na literatura científica:C.p. melanochir, C.p. nigrifrons e C.p. personatus, embora cada um deles foi tratado como uma espécie própria por alguns autores. O Callicebus personatus são macacos territoriais, de tamanho médio, pesando geralmente 1–2 quilos.
São encontrados principalmente nas florestas úmidas a leste da Cordilheira dos Andes, especificamente nas florestas costeiras do interior do sudeste do Brasil. Os estados em que sua presença foi bem documentada incluem a Bahia, Espírito Santo, Minas Gerais, Rio de Janeiro e São Paulo. De todas as espécies Callicebus, Callicebus personatus possui a segunda maior distribuição geográfica, superando apenas C. torquatus, cobrindo aproximadamente mil quilômetros. Costumam compartilhar sua área de estar com outros macacos, como o mico-leão e o macaco-aranha.

### Variações de subespécies
As três subespécies da guigó-mascarado são produtos de diferenciação clínica (quando certas porções da população são isoladas do núcleo parental devido a uma barreira ecológica, como um rio e, portanto, são completamente isoladas geneticamente umas das outras). As distinções entre cada uma das subespécies da guigó-mascarado são baseadas na cor da pelagem. A evolução dessas cores é denominada metacromismo. Os pigmentos são produzidos por melanócitos que depositam os pigmentos na medula do cabelo em crescimento, de modo que o cabelo cresce com a cor daquele pigmento distinto. O pigmento característico do guigó-mascarado é a eumelanina (marrom escuro ou preto) encontrada na íris, pele e cabelo (geralmente na testa, coroa e cauda).

## Características
O guigó-mascarado é uma espécie geralmente monogâmica, mantendo um parceiro durante toda a sua vida. Possuem um filho por ano. É difícil distinguir entre os sexos externamente, mas a dinâmica familiar indica que o pai carrega o bebê o tempo todo durante a amamentação. A espécie se alimenta de maneira oportunista. isto é, comem com base na abundância de alimentos que lhe estão disponíveis em cada estação. Suas escolhas alimentares geralmente não são muito seletivas, mas são frugívoros, geralmente comendo frutas polposas, sementes e folhas.
Dois tipos principais de atividade foram observados nesta espécie. O primeiro é caracterizado por dois períodos de alimentação separados por um período de descanso relativamente longo. Os dois períodos de alimentação ocorrem em locais diferentes, nos quais uma parte significativa do dia foi gasta viajando para o segundo local para se alimentar. O segundo padrão de atividade continha três períodos de alimentação também separados por períodos de descanso. No entanto, as viagens foram distribuídas de maneira muito mais uniforme ao longo do dia nesse padrão. Cada período de alimentação durou aproximadamente 2–3 horas, e as viagens geralmente consumiam aproximadamente 20% do dia. A espécie defende seu território por meio de vocalizações intergrupais ruidosas para outros grupos de macacos e outros animais na área em geral.

### Geofagia
Foi documentado que a espécie pode ser geofágicos, o que significa que às vezes comem solo. Existem várias hipóteses para sua natureza geofágica. Dentre estas, incluiu-se: suplementação mineral dietética; ajuste do equilíbrio do pH no estômago; absorção de toxinas vegetais; sensação tátil na boca; efeitos físico-químicos no trato gastrointestinal; e alívio da infestação de parasitas internos.
São macacos que vivem nas árvores. Não é comum encontrá-los no chão da floresta. Especula-se que preferem permanecer nas árvores da floresta para evitar a predação de cobras. Permanecem pelo menos 5 metros acima do solo por 99% de suas atividades diárias. Devido à sua natureza frugívora, raramente foram observados no solo em busca de insetos ou pequenos vertebrados. Em vez disso, preferem permanecer no alto dos galhos das árvores da densa floresta tropical do leste brasileiro. Por preferirem não ficar no chão, os pesquisadores os observaram comendo terra encontrada em cima de formigueiros.
Por muitos anos, os pesquisadores acreditaram que a geofagia pode ter sido usada pela espécie como um suplemento de sódio, já que suas dietas ricas em folhagem eram muito pobres em sódio. No entanto, resultados de análises geoquímicas dos solos comidos por guigó-mascarado demonstraram que esses solos não continham grandes quantidades de sódio. Embora o solo consumido contenha muitos minerais diferentes em comparação com amostras de solo aleatórias, esses minerais não são necessariamente um componente valioso da dieta da espécie. Portanto, concluiu-se que o solo não era uma porção nutricionalmente significativa de sua dieta.

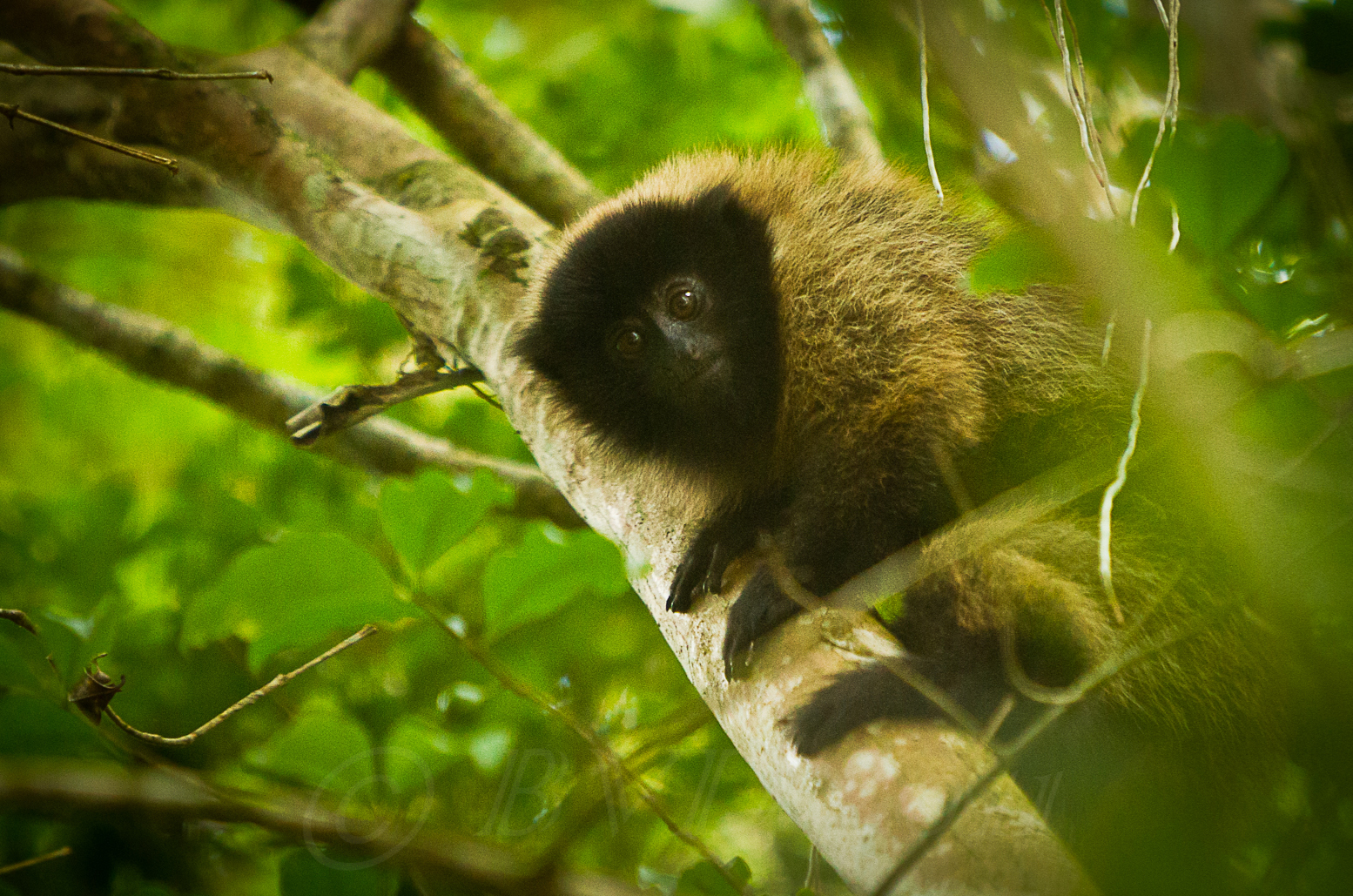
Espécime no Museu de Biologia Prof. Mello Leitão, Santa Teresa do Jetibá, Espírito Santo

Outra hipótese sugeria que o solo servia como antiácido. No entanto, os resultados dos estudos mais recentes demonstraram que o solo consumido pelos macacos continha um pH muito baixo em comparação com amostras de solo aleatórias. Portanto, parece que a geofagia não é usada principalmente para tamponar os níveis de pH do estômago. Além disso, como a molécula de argila tem uma grande estrutura plana, ideal para a absorção de toxinas, os pesquisadores também sugeriram que o solo poderia servir para absorver as toxinas adquiridas pelo consumo de tamanha quantidade e variedade de folhagem da floresta. No entanto, mais pesquisas precisam ser conduzidas sobre essa hipótese para testar sua validade, pois atualmente nenhum estudo foi realizado sobre os níveis de toxicidade nas frutas comidas pela espécie.
Notou-se também que o solo de cupinzeiros era preferido pela espécie além do solo de formigas. Tanto o solo com formigueiros quanto o solo de cupinzeiros desempenham a mesma função para os macacos, mas alguns pesquisadores observaram que a espécie geralmente tende a preferir solo de cupinzeiro a solo de formigueiro quando conta com ambas as opções. O motivo dessa preferência ainda não é conhecido.

## Sobrevivência

Desenho do guigó-mascarado feito entre 1809 e 1845 e presente nas Coleções Especiais da Universidade de Amesterdã

Independentemente da presença de humanos nas florestas brasileiras, a espécie costuma se aventurar em florestas "perturbadas" (florestas que foram derrubadas ou invadidas por humanos), desde que a disponibilidade de alimentos seja maior do que em florestas não perturbadas. O uso de floresta perturbada e não perturbada pela Callicebus personatus melanochir é proporcional à disponibilidade de alimentos. A Mata Atlântica do leste do Brasil foi derrubada consideravelmente, tendo apenas 5% do seu estado original, com apenas 2% dessa floresta intacta. Sua existência depende totalmente de sua capacidade de residir de modo exitoso em florestas perturbadas. No entanto, a espécie não parece estar ciente da diferença entre uma floresta perturbada e uma floresta intacta. Como mencionado, se alimentam de maneira oportunista e, portanto, residirão em qualquer floresta que tenha mais alimentos disponíveis. Enquanto houver comida disponível (mesmo que os humanos forneçam esse alimento), é possível que os macacos sobrevivam ao desmatamento de grande parte das florestas tropicais da América do Sul.
A União Internacional para a Conservação da Natureza (IUCN) classificou a espécie como "vulnerável" em sua Lista Vermelha, considerando que sua população está diminuindo, embora, por outro lado, a espécie vive em algumas áreas protegidas. Em 2005, foi classificado como vulnerável na Lista de Espécies da Fauna Ameaçadas do Espírito Santo; em 2010, como em perigo na Lista de Espécies Ameaçadas de Extinção da Fauna do Estado de Minas Gerais; em 2014, como vulnerável na Portaria MMA N.º 444 de 17 de dezembro de 2014; e em 2018, como vulnerável no Livro Vermelho da Fauna Brasileira Ameaçada de Extinção do Instituto Chico Mendes de Conservação da Biodiversidade (ICMBio) e como vulnerável na Lista das Espécies da Fauna Ameaçadas de Extinção no Estado do Rio de Janeiro. O ICMBio registrou: "Observações realizadas nos últimos anos sugerem que esta espécie tem se tornado cada vez mais rara e de difícil observação. Suspeita-se que esta espécie vem sofrendo redução populacional, atingindo pelo menos 30%, calculado para três gerações (24 anos), em decorrência principalmente da perda e fragmentação de hábitat e da baixa tolerância a perturbações no ambiente. Considerando que o tamanho populacional não ultrapassa 10 mil indivíduos, com menos de mil indivíduos maduros em cada subpopulação e um declínio continuado suspeitado para o futuro de pelo menos 10% nas próximas três gerações, a espécie foi categorizada como Vulnerável (VU), sob os critérios A2c + C1 + C2(a i)."